# علي بن عجلان
الشريف علي بن عجلان بن رميثة الحسني الهاشمي القرشي، أمير مكة وشريفها من سنة 789هـ إلى 797هـ، كنيته أبو الحسن ولقبه علاء الدين.

## نسبه
علي بن عجلان بن رميثة بن محمد أبو نمي الأول بن الحسن بن علي بن قتادة بن إدريس بن مطاعن بن عبد الكريم بن عيسى بن الحسين بن سليمان بن علي بن عبد الله بن محمد الثائر بن موسى الثاني بن عبد الله الرضا بن موسى الجون بن عبد الله المحض بن الحسن المثنى بن الحسن السبط بن الإمام علي بن أبي طالب، والإمام علي زوج فاطمة بنت محمد ﷺ.
فهو الحفيد 22 لرسول الله محمد ﷺ في سلسلة نسبه.

## مولده ونشأته
لم يذكر المؤرخون سنة ولادته، ولكن المؤرخ «تقي الدين الفاسي» صاحب العقد الثمين، ذكر أن الشريف علي بن عجلان كان عمره نحو 23 سنة عند وفاته، مما يشير إلى أن ولادته كانت سنة 774 هـ، وهو لا يستقيم مع كون أن عمره عند ولايته مكة كان بنحو 15 سنة، مما يدل على أنه أكبر من ذلك، وربما كانت ولادته ما بين سنة 770هـ إلى 774هـ والله تعالى أعلم.
نشأ الشريف علي بن عجلان وأخوه الشريف حسن بن عجلان عند أخيهما الشريف أحمد بن عجلان، أمير مكة بعد أبيه من سنة 775 إلى سنة 788 هـ، وكانا على طاعته حتى وفاته، ثم تولى إمارة مكة بعده ابنه الشريف محمد بن أحمد بن عجلان لمدة مائة يوم حتى مقتله غيلة في حادثة المحمل سنة 788هـ.

## توليه إمارة مكة
تولى الشريف علي بن عجلان إمارة مكة بأمر من السلطان الظاهر برقوق وذلك في عام 789هـ واستمر أميراً لمكة حتى وفاته سنة 797هـ.
وذلك عندما ذهب الشريف علي بن عجلان إلى مصر شاكيا تجاوزات الشريف عنان بن مغامس في مكة وطلب منه توليته عليها، فقلده السلطان برقوق إمارة مكة، واستعان بأخيه الشريف كبيش بن عجلان وبني عجلان والقواد لعزل الشريف عنان بن مغامس واستولوا على جدة، ثم وقعت معركة بين كُبيش واتباعه وبين عنان ومن معه فقتل كُبيش وانهزم اتبعاه، فعاد الشريف علي بن عجلان إلى مصر وتقلد إمرة مكة مرة أخرى بأمر السلطان برقوق وذلك في عام 789هـ، وعندما رجع الشريف علي بن عجلان إلى مكة هرب منها الشريف عنان بن مغامس، وتولى الشريف علي إمارتها منفرداً.
وبعد هروب الشريف عنان بن مغامس من مكة، ذهب إلى السلطان برقوق وطلب منه إشراكه في حكم مكة مع الشريف علي بن عجلان، فتم له الأمر واشترك في إمارة مكة فكان هو على القواد والشريف علي بن عجلان على الأشراف، وذلك في سنة 790هـ، وضل الأمر بينهما على هذا الحال حتى سنة 794 هـ حيث استدعى السلطان برقوق كل من الشريف علي بن عجلان والشريف عنان بن مغامس إلى مصر فذهبا معاً، وأنابا على مكة الشريف محمد بن عجلان بن رميثة، وأمر السلطان برقوق بالقبض على الشريف عنان، وتولية الشريف علي بن عجلان منفرداً بإمارة مكة إلى سنة 797هـ، وكان وزيره آنذاك ابن أخته الشريف محمد بن محمود بن أحمد بن رميثة، وكان لا يقطع بأمر حتى يشاوره فيه.

## وفاته
وقعت وحشة بين الشريف علي بن عجلان وبين أخويه الشريف محمد بن عجلان بن رميثة والشريف حسن بن عجلان سنة 797هـ فاعتزلاه، وقام مجموعة من القواد وبني عجلان بمحاربته، فوقعت بينهم واقعة في حي الزاهر بمكة، انهزم فيها القواد وفرَّ الشريف حسن بن عجلان إلى مصر، وقام الشريف علي بن عجلان بحبس 70 رجلاً، أطلق بعضهم لاحقاً، ثم ثار عليه بعض القواد والعبيد مرة أخرى وكان منهم عبد صهره حازم بن عبد الكريم فقتلوه ليلة 7 من شوال سنة 797هـ ودفن مع أبوه الشريف عجلان بن رميثة في المعلاة.

## زوجاته
1. فاطمة بنت ثقبة بن رميثة، وكانت قبله عند أخيه أحمد بن عجلان حتى مات عنها، ثم تزوجها الشريف علي بن عجلان إثر ولايته مكة.
2. ابنة حازم بن عبد الكريم بن ابي نمي، تزوجها سنة 792هـ وذلك بعد الصلح الذي حدث بين الشريف علي بن عجلان وال ابي نمي.
3. بنت النصيح بن احمد بن عبد الكريم بن عبد الله بن عمر، وكانت قد تزوجت قبله باخيه الشريف حسن بن عجلان وطلقها، ثم تزوجها الشريف علي بن عجلان قبل وفاته باسبوع.

## ذريته
1. محمد
2. حسين